# Guido Garay (artista)
Guido Garay Vargas-Machuca (Guayaquil, 9 de diciembre de 1921-Ibidem, 15 de enero de 2009) fue un artista, músico, historiador y folclorista ecuatoriano.

## Biografía

### Primeros años
Nació el 9 de diciembre de 1921, en Guayaquil, Ecuador, hijo del exalcalde de Guayaquil, Asisclo Garay Portocarrero. Estudió en el Colegio San José de los Hermanos Cristianos y el para sexto grado se trasladó con su familia a Riobamba, donde estudió en la escuela Eugenio Espejo del Profesor Amable. Más tarde ingresó al Instituto Nacional, siguió en el Colegio Vicente Rocafuerte, Luego pasó a estudiar Contaduría Mercantil, se enfermó de tifoidea en 1939, y en enero de 1941 se graduó. Desde 1940 estudió canto en la cuerda de la Coral Angelo Negri.

### Carrera artística
Frecuentaba constantemente la casa del pianista Bolívar Arellano Bohorquez en 1943. Después de varios meses cantó con el barítono Enrique Ortiz Marín y el tenor Fernando Vicenzini en la "Hora Católica", dirigida por Eloísa Marcet del Río en la Compañía Radiodifusora del Ecuador CRE. El 1 de diciembre interpretó el papel de Pascual en la ópera Marina y compartió honores en Las Educandas de Sorrento con los solistas Olga Ruiz de Estrada, León Benigno Palacios y Pablo Chávez.
Fue designado, en 1953, como Contador revisor de la Dirección General de Sanidad, regresó al Conservatorio Nacional de Música y fue alumno de la soprano Nadine Foster hasta su retiro en 1957. El 30 de noviembre cantó en el Teatro Olmedo el Prólogo de la ópera Boris Godunoff de M. Moussorgsky, dirigida por el Prof. Jorge R. Rayki, donde interpretó el papel de Tchelalov. Cantó como primer barítono de la Orquesta Sinfónica de Guayaquil en 1958.

### Música montuvia
En 1960, formó el Cuadro Folklórico Montubio a favor del folklore litoralense, iniciándose con cinco parejas: Patricia Marcillo, Pepita Martín, Georgina Simón, Mariana y Margarita García, Guido Garay Arellano, Pedro Pinargote, Leonardo Marcillo, Victoriano Fernández y Francisco Caicedo, presentándose en el Teatro Olmedo con mucha acogida. Con su grupo, Garay y Rodrigo Chávez González, conocido artísticamente como Rodrigo de Triana, realizaron representaciones de la vida rural de la costa ecuatoriana, principalmente Guayas, Los Ríos y Manabí.

### Últimos años
A inicio de los años de 1970, comenzó a publicar en el diario El Universo varios ensayos sobre la vida montubia, sus personajes, usos y costumbres, con publicaciones como Proyección Folklórica costeña, Común origen de los bailes hispanoamericanos, La Música nacional y Bailes tradicionales ecuatorianos.
Guido Garay falleció de un infarto el 15 de enero de 2009, a los 87 años de edad.

## Legado
El folclorista Wilman Ordóñez dedicó un escrito a Guido Garay bajo el título de "Un testimonio necesario". En este libro narra por qué el legado de Garay es tan importante en el folclor de Ecuador, en especial de la región litoral. Su trabajo como historiador, intérprete y músico fue vital y sirvió de puente entre los primeros escritos de Modesto Chávez con las siguientes generaciones y mantuvo vivo el legado de la cultura musical y tradición oral del litoral ecuatoriano.El rescate de la cultura montuvia tanto en su música como en su baile fueron claves y enriquecieron al Ecuador en general, poniéndolo a la par de la cultura afroecuatoriana e indígena. A esto se sumó su trabajo sobre la cultura urbana. Garay vivió en la época donde la migración del campo a la ciudad se estaba llevando a cabo y cómo esto cambió el carácter de Guayaquil con la influencia de los montubios y todo su folclor. 
Fue en estos años cuando se empieza a articular esta cultura de manera formal, se escriben los libros de José de la Cuadra, se crea el día nacional del montubio, se organiza el primer rodeo montubio, etc. Esto llevaría a que en 1965 se logré presentar en los Juegos Bolivarianos al folclor montubio como representante del Ecuador en un evento oficial. En total se tiene registro de que Garay presentó entre 20 obras de teatro, grabó varios discos rescatando los bailes del litoral y mantuvo viva la llama de la cultura costeña ecuatoriana.